# Stadhuis (sneltramhalte)
Stadhuis is een sneltramhalte van RandstadRail en een voormalig NS-spoorwegstation in Zoetermeer aan de Zoetermeer Stadslijn. Het station werd op 22 mei 1977 opgeleverd. Aanvankelijk was het station slechts een betonnen constructie in een weiland waar geen treinen stopten. 

## Geschiedenis
De oorspronkelijke naam van het station was Centrum Oost, naar analogie met station Centrum West. Naderhand is de naam gewijzigd in Stadhuis, omdat de naam Centrum Oost verward zou worden met het al bestaande station Zoetermeer Oost aan de lijn Den Haag - Gouda. Het station werd pas in 1985 voltooid, en was onderdeel geworden van een winkelcentrum. De veiligheid liet te wensen over. In 1990 is daarom het station verbouwd, waardoor er meer daglicht binnenkwam. De halte werd jarenlang bediend door de volgende treinseries:
- 13300: Den Haag Centraal - Centrum West - Driemanspolder - Leidsewallen - Centrum West - Den Haag Centraal
- 13400: Den Haag Centraal - Centrum West - Driemanspolder - Leidsewallen - Centrum West - Den Haag Centraal (spits)
- 13700: Den Haag Centraal - Centrum West - Leidsewallen - Driemanspolder - Centrum West - Den Haag Centraal
- 13800: Den Haag Centraal - Centrum West - Leidsewallen - Driemanspolder - Centrum West - Den Haag Centraal (spits)

### RandstadRail
Met ingang van 3 juni 2006 werd het station tijdelijk gesloten, om verbouwd te worden tot sneltramhalte in het kader van het lightrailproject RandstadRail. De sporen werden ter hoogte van de perrons ongeveer 60 centimeter verhoogd, zodat het hoogteverschil tussen spoor en perron werd verkleind en een gelijkvloerse instap kon worden geboden met de nieuwe sneltrams. De halte had al hellingbanen en voor de liften moesten tot de renovatie in 2017/2018 die van het winkelcentrum gebruikt worden.
Het station zou volgens de oorspronkelijke plannen op 3 september 2006 heropend worden als halte van de nieuwe lijnen van RandstadRail, de indienststelling van deze lijnen liep echter vertraging op.
Per 29 oktober 2006 is RandstadRail 4 over het gehele traject gaan rijden en is halte Stadhuis weer in gebruik. Per 27 oktober 2007 ging RandstadRail 3 de halte ook bedienen en per 23 juli 2020 ook RandstadRail 34.
In 2017/2018 werd het station grondig gerenoveerd, waarbij er een nieuwe ingang werd gebouwd waarbij reizigers direct in het stadhuis terecht komen. Ook zijn er nieuwe trappen en liften gebouwd die direct uitkomen bij het Stadhuisplein, welke het dak van het station vormt.

## Foto's

Station Stadhuis op 6 mei 2008, na de verbouwing in 2007
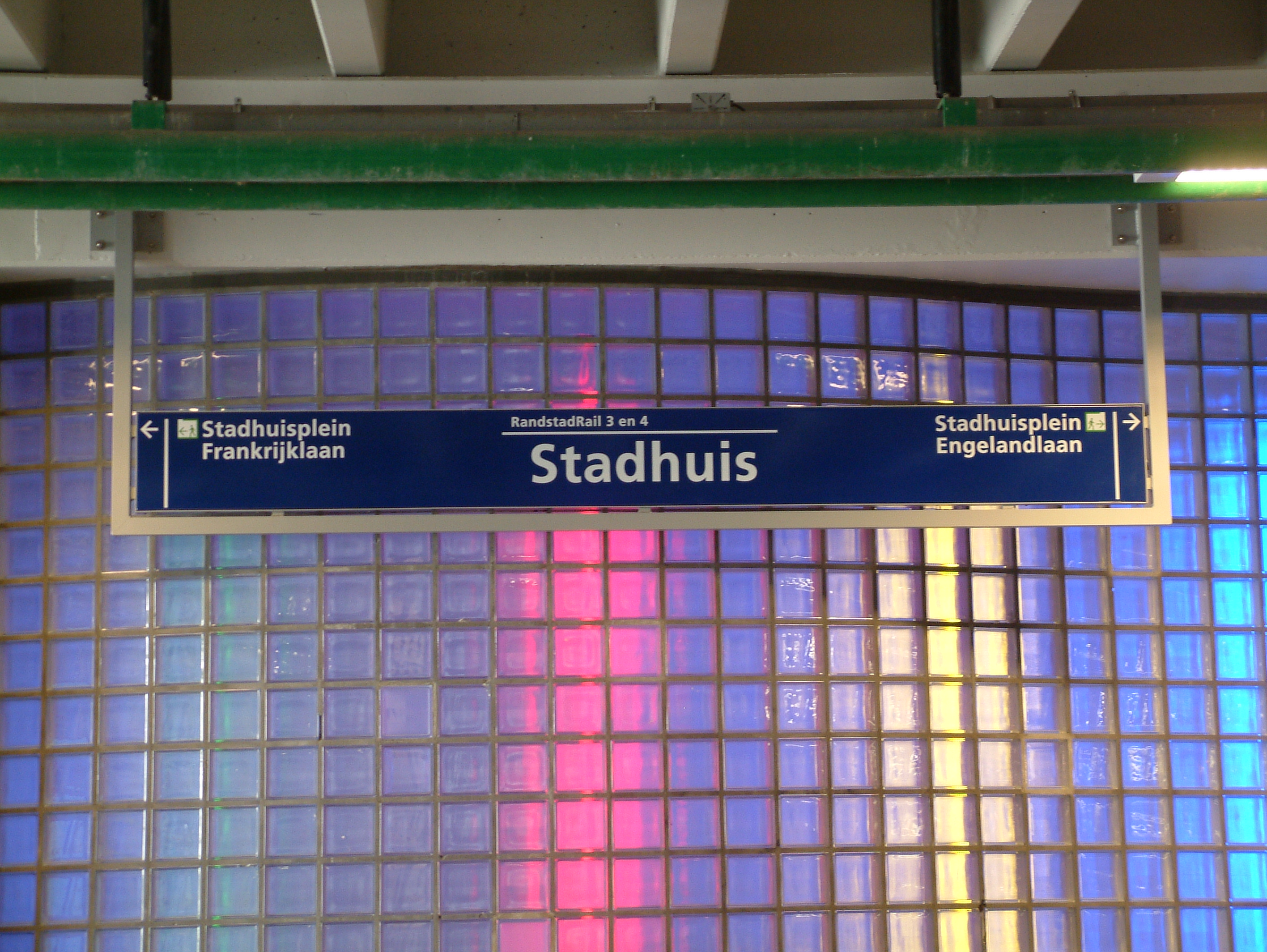
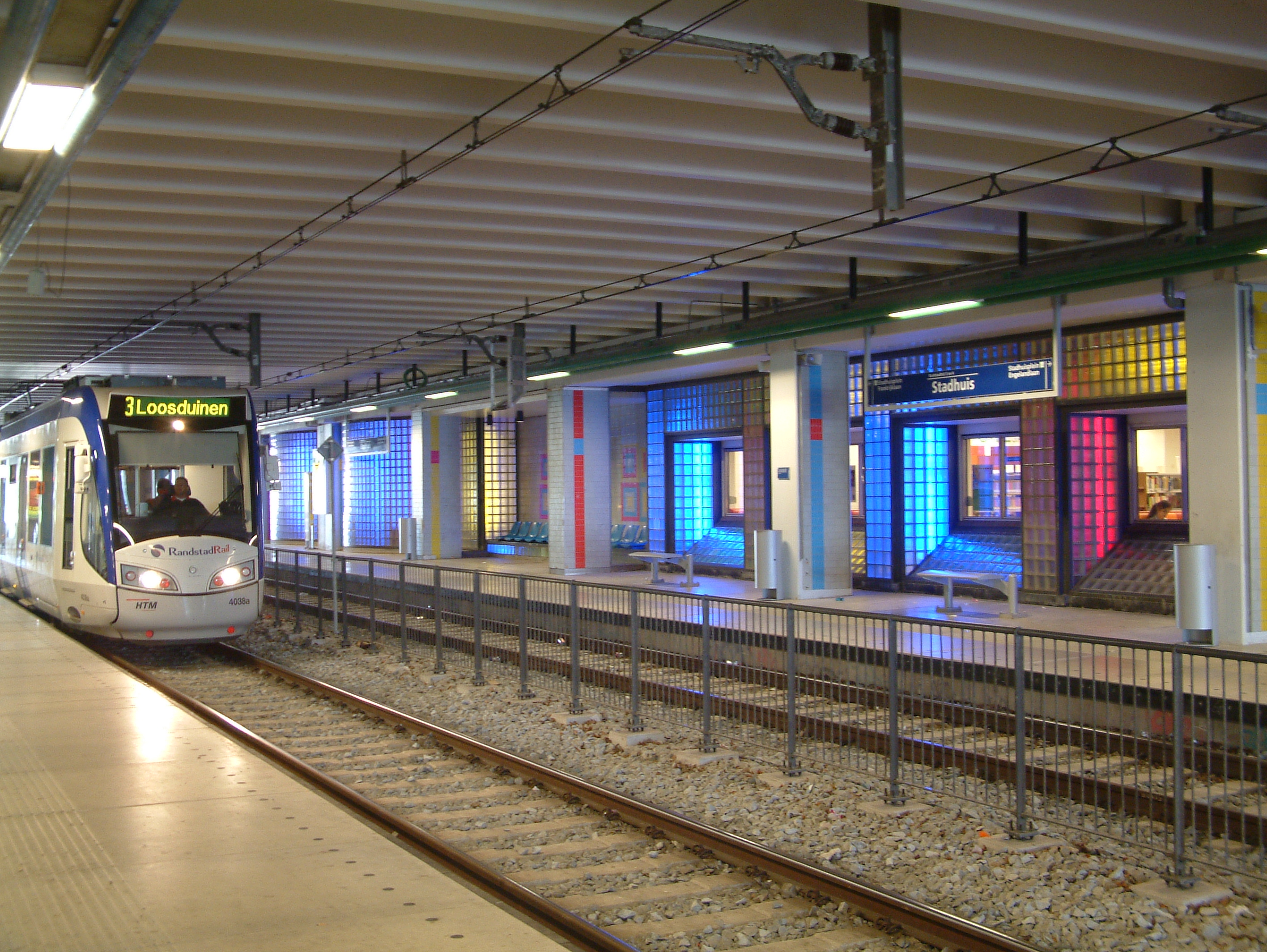
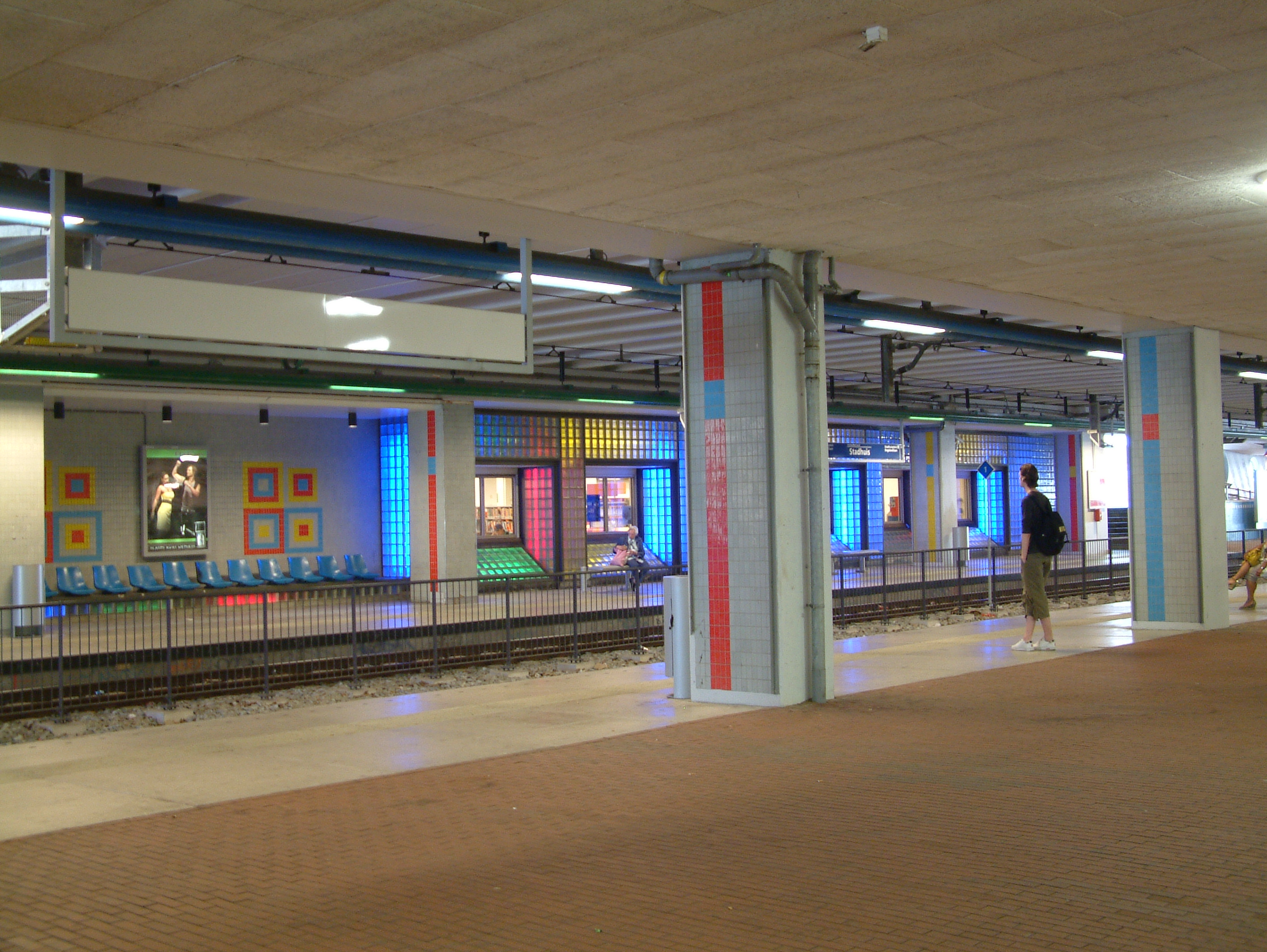
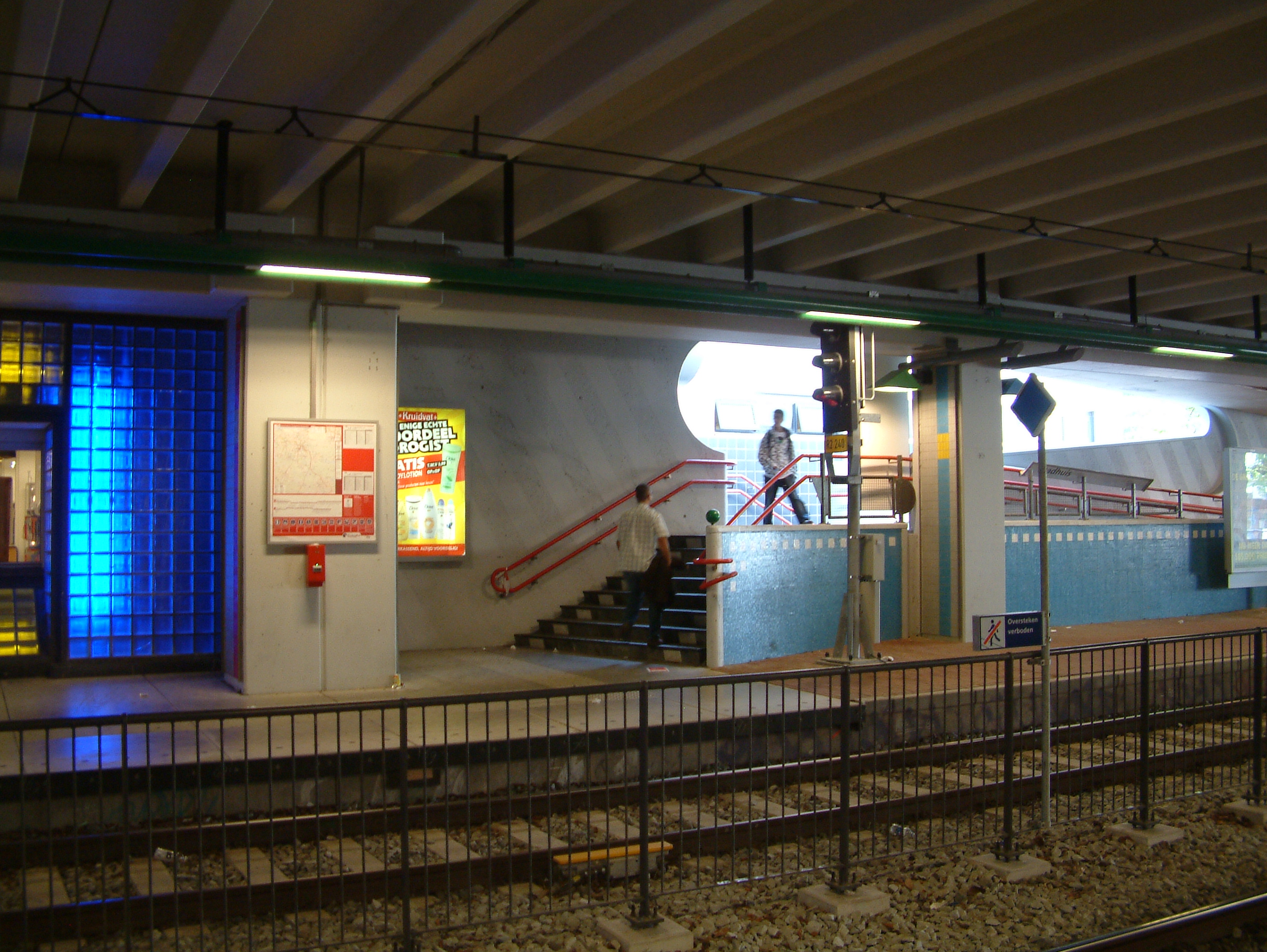
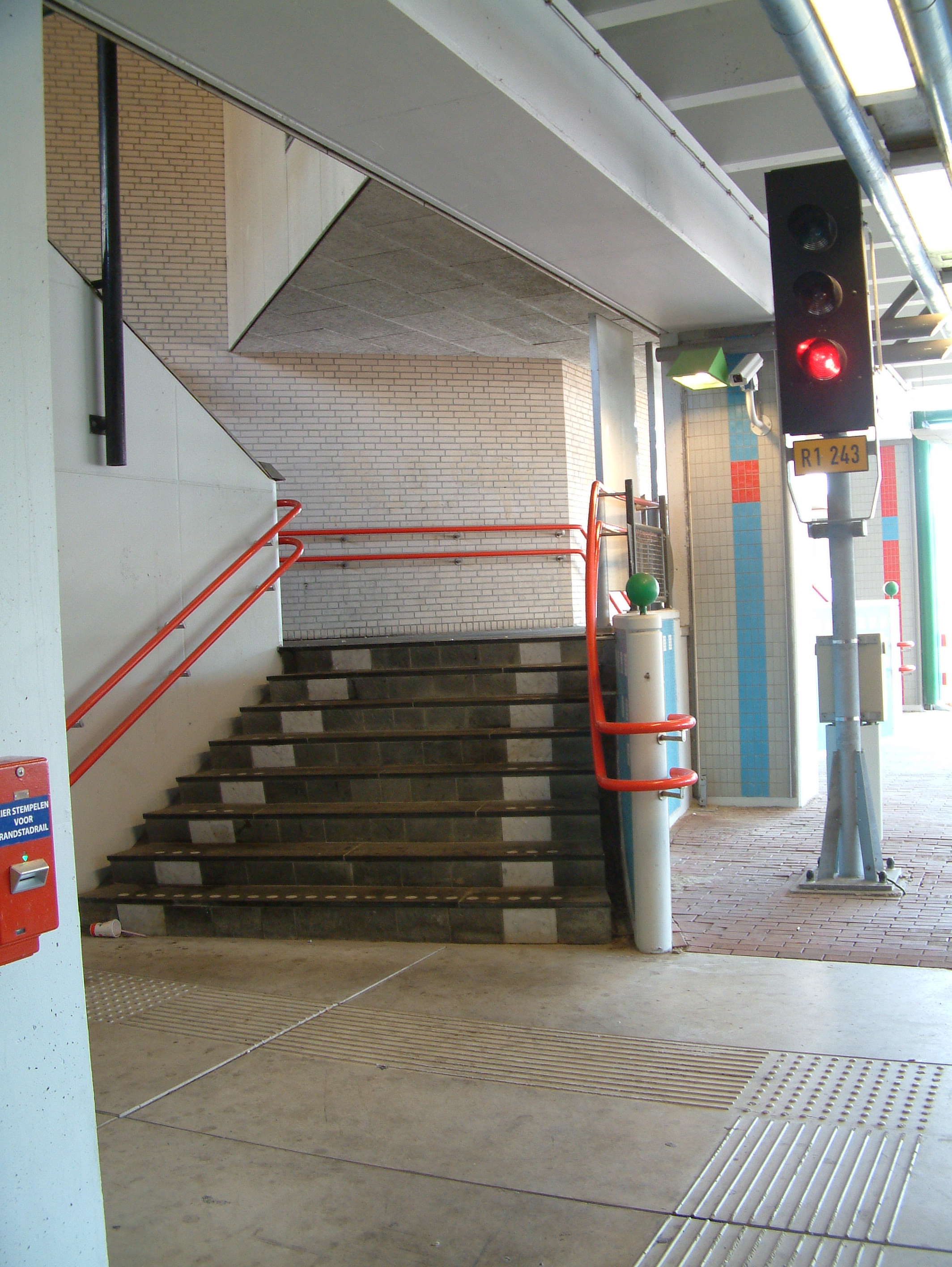
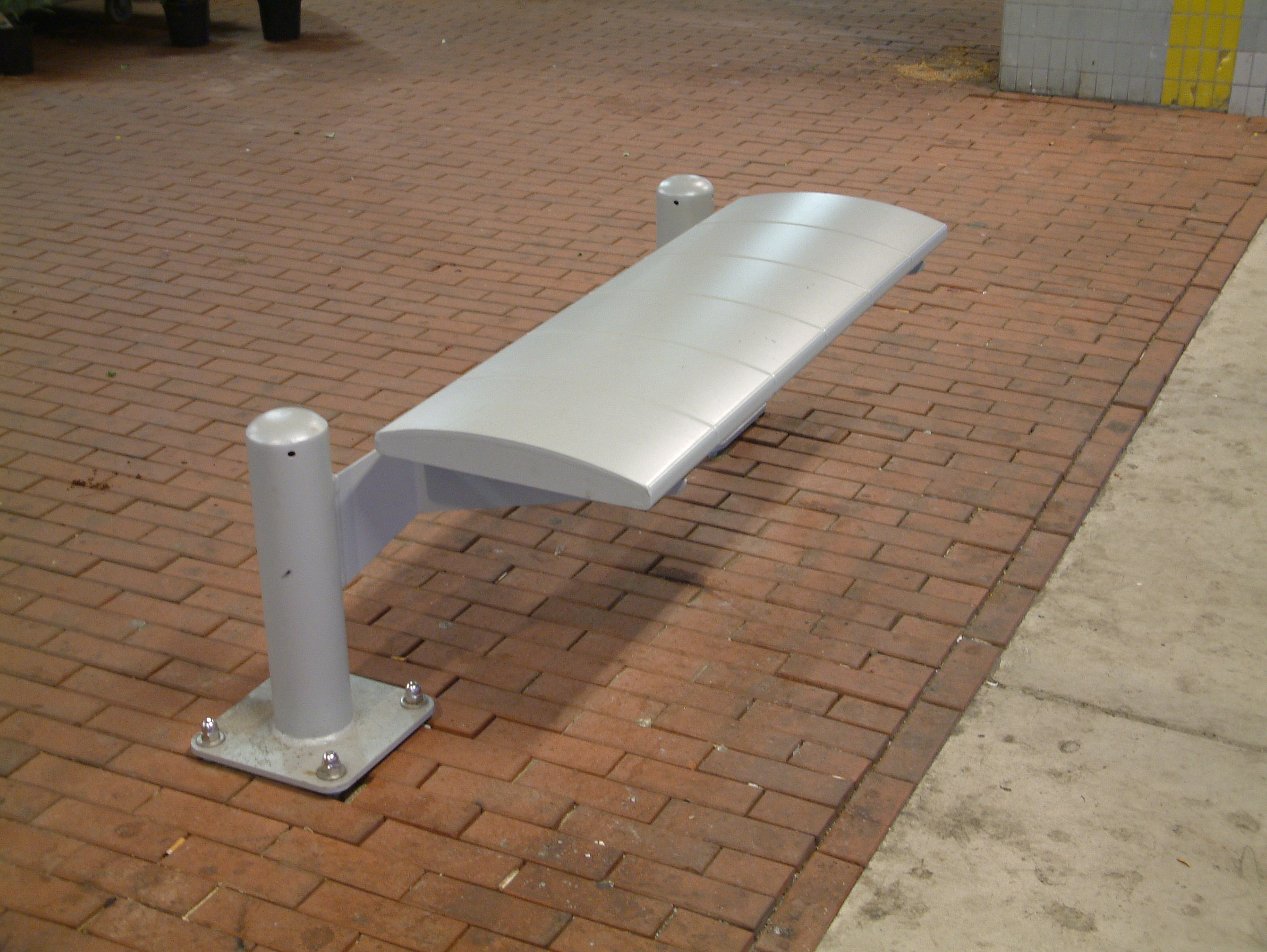
Op de stations zijn losse bankjes geplaatst

Arnold Spoelplein ·
Pisuissestraat ·
Mozartlaan ·
Heliotrooplaan ·
Muurbloemweg ·
Hoefbladlaan ·
De Savornin Lohmanplein ·
Appelstraat ·
Zonnebloemstraat ·
Azaleaplein ·
Goudenregenstraat ·
Fahrenheitstraat ·
Valkenbosplein ·
Conradkade ·
Van Speijkstraat ·
Elandstraat ·
HMC Westeinde ·
Brouwersgracht ·
Grote Markt ·
Spui ·
Centraal Station (NS) ·
Beatrixkwartier ·
Laan van NOI (NS) ·
Voorburg 't Loo ·
Leidschendam-Voorburg ·
Forepark ·
Leidschenveen ·
Voorweg Laag ·
Centrum-West ·
Stadhuis ·
Palenstein ·
Seghwaert ·
Leidsewallen ·
De Leyens ·
Buytenwegh ·
Voorweg Hoog ·
Meerzicht ·
Driemanspolder (NS) ·
Delftsewallen ·
Dorp ·
Centrum-West
De Uithof · 
Beresteinlaan ·
Bouwlustlaan ·
De Rade ·
Dedemsvaartweg ·
Zuidwoldepad ·
Leyenburg ·
Monnickendamplein ·
Tienhovenselaan ·
Dierenselaan ·
De la Reyweg ·
Monstersestraat ·
HMC Westeinde ·
Brouwersgracht ·
Grote Markt ·
Spui ·
Centraal Station (NS) ·
Beatrixkwartier ·
Laan van NOI (NS) ·
Voorburg 't Loo ·
Leidschendam-Voorburg ·
Forepark ·
Leidschenveen ·
Voorweg Laag ·
Centrum-West ·
Stadhuis ·
Palenstein ·
Seghwaert ·
Willem Dreeslaan ·
Oosterheem ·
Javalaan ·
Van Tuyllpark ·
Lansingerland-Zoetermeer (NS)